# على حلة عيني
على حلّة عيني (بالفرنسية:  A peine j'ouvre les yeux)‏ هو فيلم تونسي من إخراج المخرجة ليلى بوزيد، من إنتاج شركة بروبقندا وتوزيع شركة هكة. تمثيل: بيّة مظفر في دور فرح، غاليه بنعلى في دور حياة، منتصر العياري في دور برهان، أيمن العمراني، الأسعد الجاموسي، يوسف سلطانة، مروان سلطانة، ونجوى المثلوثي.
تدور أحداث الفيلم في تونس صيف 2010، فرح هي فتاة في العشرين من عمرها تنجح في امتحان الباكالوريا تدفعها أمها إلى الالتحاق بكلية الطب، غير انّ لفرح مشاريع وأحلاما أخرى مع فرقة الموسيقى الملتزمة التي تنشط فيها. تتدرج الأحداث إلى أن يُلقي البوليس القبض على فرح بسبب المضامين الثورية للأغاني التي تقدمها ويتم تعذيبها لعلها ترضخ وتتخلى عن الفن ومن خلاله عن حرية التعبير.
حقّق الفيلم نجاحا كبيرا وحاز على 24 جائزة، من بينها التانيت البرنزي واربع جوائز أخرى في أيام قرطاج السينمائية، المهر الذّهبي في مهرجان دبي السينمائي الدولي، وغيرها من الجوائز في مهرجانات فينيسيا بإيطاليا ونامور ببليجيكيا

## روابط خارجية
- على حلة عيني على موقع IMDb (الإنجليزية)
- على حلة عيني على موقع ميتاكريتيك (الإنجليزية)
- على حلة عيني على موقع روتن توميتوز (الإنجليزية)
- على حلة عيني على موقع نتفليكس (الإنجليزية)
- على حلة عيني على موقع قاعدة بيانات الأفلام العربية
- على حلة عيني على موقع ألو سيني (الفرنسية)
- على حلة عيني على موقع Turner Classic Movies (الإنجليزية)
- على حلة عيني على موقع أول موفي (الإنجليزية)
- على حلة عيني على موقع بوكس أوفيس موجو (الإنجليزية)
- على حلة عيني على موقع فيلمافينيتي (الإسبانية)